# Morgan Jones
 (décembre 2020).
Si vous disposez d'ouvrages ou d'articles de référence ou si vous connaissez des sites web de qualité traitant du thème abordé ici, merci de compléter l'article en donnant les références utiles à sa vérifiabilité et en les liant à la section « Notes et références ».
Pour les articles homonymes, voir Morgan Jones (homonymie) et Jones.
Morgan Jones est un personnage des séries télévisées The Walking Dead et Fear the Walking Dead. Il est interprété par Lennie James et doublé en version française par Thierry Desroses.

## Biographie fictive

### Saison 1
Lorsque Rick sort de l'hôpital dans les premiers épisodes, Morgan et son fils Duane sont les premiers humains survivants qu'il rencontre. Morgan ayant environ 35 ans et Duane peut-être 10 ou 12 ans. Ils le recueillent dans une maison qu'ils occupaient depuis l'invasion des rôdeurs. Morgan dévoile à Rick qu'il a récemment perdu sa femme et qu'elle s'est transformée en rôdeur, mais qu'il est psychologiquement incapable de la tuer. Rick leur laisse des armes venues de l'armurerie de son ancien commissariat avant de partir pour Atlanta dans le but de rejoindre un camp de l'armée. Il apprend également à tirer à Duane, et leur laisse un peu de temps pour s'entraîner. Rick essaye pendant la quasi-totalité de la première saison de les recontacter grâce à un talkie-walkie pour leur apprendre sa position, mais en vain, son appareil n'ayant sans doute pas assez de portée pour entrer en contact avec Morgan et son fils. Il leur laisse alors un ultime message accompagné d'une carte routière et d'un panneau, sur la portière d'une voiture de sport rouge garée dans le campement des survivants, lorsque le groupe quitte définitivement ce dernier dans l'épisode Feux de forêt.

### Saison 3
Morgan est retrouvé par Rick, Carl et Michonne. Il vit reclus à King County l'ancienne ville de Carl et de Rick dont il a fait une véritable place forte avec des pièges anti-rôdeurs. Devenu fou et instable, il les attaque ; il sera mis hors d'état de nuire par Carl, venu avec Michonne lui prendre des armes. Rick ne partage pas cet avis et veut aider celui qui l'avait aidé auparavant en lui sauvant la vie. Malgré la folie due à sa solitude et la tentative de Morgan de tuer Rick, ce dernier parvient à se faire reconnaître de lui. Ils parlent alors de leur famille respective et des êtres chers qu'ils ont perdus. Morgan raconte la mort de son fils, Duane, mordu par sa propre mère et que Morgan n'avait pu se résoudre à abattre. Rick veut convaincre Morgan de venir avec lui à la prison mais l'homme comprend qu'au nombre d'armes que Rick lui prend, quelque chose de grave se prépare. Il ne veut en aucun cas se joindre à Rick pour prendre part à la guerre contre le Gouverneur.
Rick quitte une nouvelle fois Morgan sans savoir s'il le reverra.

### Saison 5
Dans une scène post-générique de l'épisode Pas de sanctuaire, après la bande annonce de l'épisode 2, une personne avec un bâton marche sur les rails menant au Terminus. Elle se retourne et retire son masque : c'est Morgan.
À la fin de l'épisode Coda, après la bande annonce de la deuxième partie de la saison 5, Morgan est vu traversant la forêt pour rejoindre l'école à côté de l'église de Gabriel Stokes où se trouvaient Rick et son groupe, puis aller à l'église prendre une pause et lire un message d'Abraham mentionnant le nom de Rick sur une carte disant d'aller à Washington.
Morgan revient dans l'épisode final Conquérir durant un bivouac en forêt en assommant ses assaillants Owen et Edward, meneurs du groupe des Wolves (« Loups » en anglais), puis à leur repaire en sauvant Aaron et Daryl à qui il montre la carte d'Abraham. À la recherche de Rick, Morgan les accompagne donc à Alexandria. Ils arrivent à la réunion de la communauté au même moment où Rick abat Pete sur demande de la dirigeante.

### Saison 6
Il sera présent et devient un des personnages principaux de la série. Il réapprend à connaitre Rick et passera du temps avec lui. C'est d'ailleurs eux qui voient les premiers la horde de zombie. Il fait équipe avec Michonne et Rick pour s'en débarrasser.
Après que Rick a achevé Carter, Morgan rejoint Alexandria au moment où les Loups ont déjà attaqué. Il aide Spencer et arrête le klaxon qui attirait la horde. Alors qu'il essaye de son côté de discuter avec les assaillants, Carol les abats sans détail.
Il est attaqué dans une maison par ce qui semble être le chef des Loups mais arrive à prendre le dessus et l’assommer puis l'emprisonner.
Il lui apprend qu'après la rencontre avec Rick et Michonne (durant la saison 3), il a sombré dans la folie, devenant strictement asocial et abattant tout ce qui bouge, zombies ou vivants. Jusqu'au jour où il rencontre Eastman, un psychologue de prison qui l'enferme dans sa cabane pour essayer de lui faire reprendre ses esprits. Petit à petit, Eastman apprivoise la bête qu'était devenu Morgan pour finalement lui apprendre l'aïkido, ou le combat sans tuer. À la fin de son apprentissage, Eastman sera mordu par un rôdeur après une rechute de Morgan qui repartira sur la route (début saison 5). Il sollicite l'aide de Denise pour savoir si le Wolf qu'il retient prisonnier est infecté, mais il se fera avoir par Carol qui a découvert son plan, par la suite, ils se battront et Morgan parvient à mettre K.O. Carol, mais il est surpris par le Wolf qu'il retient prisonnier qui l’assomme à son tour. À son réveil, il apprend que le Wolf a capturé Denise et lorsqu'il va se battre dans la ruelle contre les zombies, il voit le Wolf transformé en zombie et il l'achève. Lorsque Rick parle du combat contre les Sauveurs, il est le seul à refuser le combat et donc se mettre des gens à dos.
Dans l'épisode Est, il part avec Rick à la poursuite de Carol. Il empêche Rick d'abattre un homme non identifié, puis ils se séparent en bons termes. Rick lui donne une arme et Morgan continue la traque alors que Rick retourne à Alexandria.
Morgan retrouve Carol au pied d'une librairie, blessée. Il la soigne et après avoir inspecté les alentours, constate que Carol s'est à nouveau éloignée en solo. Elle est rattrapée par Roman, un Sauveur blessé, qui la torture en représailles de la fusillade avec le groupe de Sauveurs. Morgan les retrouve, met Roman en joue lui enjoignant de se rendre et se résout à l'abattre pour sauver Carol, violant ainsi son principe de protection de la vie. Deux survivants en armure anti-émeute surgissent alors et proposent de les aider.

### Saison 7
Dans l'épisode 2, tandis que Morgan vient d'abattre Roman afin de sauver Carol gravement blessée, ils ont été secourus par l'inconnu en cuirasse (Daniel) rencontré précédemment par Rick et lui, accompagné d'un comparse (Colton) et montant des chevaux. Après une péripétie en chemin avec des rôdeurs où ils sont rejoints et aidés par d'autres hommes (menés par Richard), ils arrivent tous sains et saufs au Royaume et Morgan rencontre le roi Ezekiel qu'il présente à Carol à son réveil, quelques jours plus tard.
Par après, il forme à la demande personnelle de ce dernier une jeune recrue, Benjamin, à la pratique des arts martiaux. Une partie du groupe l'emmène ensuite à la chasse aux cochons, où Morgan s'étonne de voir ces animaux être capturés dans la nature et être ensuite nourris à base de rôdeurs par les soldats du Royaume. Quelques instants plus tard, il assiste à la livraison d'une partie de ces cochons à des membres des Sauveurs (menés par Gavin). C'est alors que Morgan apprend que le roi Ezekiel, à l'insu de ses sujets hormis ses soldats, a lui aussi passé un marché avec Negan et les Sauveurs : chaque semaine, les membres du Royaume doivent leur donner une partie de leurs vivres, sous peine d'éventuelles représailles et en échange de l'interdiction au Sauveurs de pénétrer dans le Royaume.
Il retrouve Rick et son groupe dans l'épisode 9 lorsqu'ils viennent pour parler au roi Ezekiel. Morgan apprend la mort de Glenn, Abraham, Spencer et Olivia, mais il est toujours réticent à l'idée de se battre contre les Sauveurs.
À la suite de l'incident amenant à la mort de Benjamin par Jared et provoquée indirectement par Richard, Morgan découvre donc que ce dernier est responsable et l'étrangle à mort au rendez-vous suivant, devant Ezekiel et les soldats du Royaume ainsi que Gavin ses Sauveurs, expliquant à tous la culpabilité du chef de la sécurité du Royaume ainsi que son but belliqueux, afin de calmer les tensions. Après ces événements, Morgan rend visite à Carol et lui dit toute la vérité à propos de Negan, des Sauveurs, des morts d'Abraham et Glenn...
Dans le final de la saison, il se joint aux combattants du Royaume pour aller sauver les Alexandriens contre les Sauveurs et les Scavengers.

### Saison 8
Morgan, à l'écart du face-à-face au Sanctuaire car occupé avec Daryl et Carol à y attirer une horde, prend donc part à la guerre pour combattre les Sauveurs. Bien qu'il ne voulait plus tuer, son comportement à la suite du meurtre de Benjamin régresse un peu, et Morgan devient colérique et radical, ne souhaitant plus laisser fuir ses ennemis ni les faire prisonniers.
Il participe aux côtés du groupe mené avec Dianne, Tara et Jesus à l'assaut d'un avant-poste des Sauveurs où il manque de peu de se faire tuer, mais pas arrêter grâce à son armure, dans son acharnement à poursuivre les survivants qui sont réceptionnés à la sortie par ses alliés. Morgan entre en désaccord avec Jesus, qui contrairement à eux souhaite de son propre chef les constituer prisonniers et les ramener à la Colline, au lieu de les tuer. Ironiquement, Morgan tombe nez-à-nez avec Jared (le meurtrier de Benjamin) qui se trouve parmi eux et le nargue en le reconnaissant.
Sur le chemin, Jared qui ne se tient pas tranquille, saute sur une occasion pour s'enfuir avec des complices à travers la forêt. Cependant, ils sont vite rattrapés et Morgan commence à les exécuter un par un. Lorsque vient le tour de Jared cependant, Jesus arrive et empêche Morgan de continuer, ce qui le frustre davantage et le pousse à se battre en duel avec son allié qui, même contre son bō, est dans un meilleur état d'esprit que lui et le contient sans mal. Incapable de prendre le dessus et dégoûté, Morgan s'en va alors de son côté en leur laissant les Sauveurs.
Il retourne au Sanctuaire pour surveiller le siège causé par la horde de rôdeurs et tombe sur Daryl, Tara, Michonne et Rosita qui observent au loin à bord d'un camion, et après un échange va se poster en observation armé d'un fusil à lunette.
Lors de l'échappée des Sauveurs, Morgan n'a pas le temps de réagir qu'il se fait déjà nourrir par le feu ennemi et est obligé de battre en retraite. N'ayant pas de véhicule, il retourne alors à pied en direction du Royaume.
Arrivé au début de la nuit, Morgan croise les sujets fuyant les lieux et Carol, constatant qu'Ezekiel est fait prisonnier par des Sauveurs commandés par Gavin et est menacé de mort quand il sera amené à Negan. Ils décident tous les deux de s'infiltrer ensemble (sachant à leur grand désarroi qu'Henry s'est infiltré seul de son propre chef) pour libérer Ezekiel : ce qui implique pour Morgan, sous le regard désapprobateur de Carol, de tous les massacrer jusqu'au dernier, même discrètement et un à un. Il prend d'ailleurs un risque personnel en voulant se charger de deux d'entre eux sans nécessité absolue sur le moment, n'en réchappant que de justesse grâce aux réflexes de Carol. Quand leur présence finit par être découverte et que Gavin se retranche avec le Roi et les hommes qu'il lui reste dans la salle du trône, Carol et Morgan, aidés en seconde instance par Ezekiel, font un carnage. Seul Gavin arrive à s'enfuir malgré le tir dans le dos de Morgan qui le blesse. Ce dernier va à sa poursuite et finit par l'acculer, près à l'achever. Ezekiel et Carol essaient cependant de raisonner Morgan sur la gratuité du geste qu'il s'apprête à faire, mais dans son acte fatidique il est devancé par Henry, qui tue furtivement Gavin de sang-froid. Tandis qu'Henry choqué par son geste se fait rassurer par le Roi, Morgan semble s'interroger.
Quand ils sont arrivés à la Colline avec Ezekiel, Henry, Carol et lui se relaient régulièrement pour surveiller les Sauveurs captifs. Durant l'une de leurs surveillances, Jared montre des craintes envers Henry quand le garçon reste sans sourciller à les surveiller et le fixe sans fléchir, et demande la voix mal assurée à Morgan et Carol de le faire partir car il le trouve effrayant. Quand Henry refoulant sa colère demande lequel d'entre eux a tué son frère, Jared n'est pas dénoncé : Morgan ment finalement pour le bien du garçon en lui prétendant que le meurtrier de Benjamin était Gavin (qu'Henry venait précédemment de tuer de ses mains au Royaume). Dans son cas cependant, l'état mental de Morgan se dégrade de plus en plus, au point qu'il subit une hallucination de Gavin, qui le tourmente.
Durant l'attaque dirigée par Simon, puis l'attaque dans l'ancien musée qui en a découlé durant la nuit à cause de la contamination des blessés, qui reviennent en rôdeurs, Morgan se bat autant qu'il peut pour sauver le plus de monde possible.
Apprenant la disparition d'une partie des prisonniers et d'Henry durant l'attaque, Morgan part sur leurs traces avec Carol : des indices leur suggèrent qu'Henry les a suivis, toutefois Morgan de par son vécu est défaitiste sur son sort et subit une nouvelle hallucination sous les traits du garçon. Quand ils retrouvent des indices récents ainsi que le bō d'Henry fiché dans un rôdeur, Morgan qui a peur de ce qu'il risque de trouver se sépare de Carol, afin de pourchasser les fugitifs tandis qu'elle part sur la piste du garçon. Il tombe sur Rick tuyauté par Alden, et qu'il confond un instant avec un ennemi avant de se ressaisir. Tous les deux sur la même longueur d'onde, ils s'en vont ensemble retrouver les fuyards, déterminés à les éliminer définitivement. Cependant, ces derniers (à l'exception de Gregory, qui est parti de son côté) les assomment par surprise et les emmènent dans le bar converti en abri temporaire où les Sauveurs amputés, à cause de morsures, se vident de leur sang : Morgan est le premier des deux à reprendre connaissance. Quand Rick leur fait miroiter une possibilité de changer d'avis et se joindre à eux tandis qu'ils sont prévenus de l'arrivée imminente d'une horde croisée précédemment, Jared ne les croit pas et veut les tuer. Morgan en haussant volontairement le ton, attire la horde de rôdeurs qui pénètre les lieux et commence à dévorer les blessés. Quand Jared tente d'abattre Rick et Morgan, ses complices au contraire l'en empêchent et se rallient à la proposition du chef d'Alexandria. Tandis que Morgan et lui récupèrent leurs armes, ils trahissent leur fausse promesse et exécutent par surprise les survivants durant l'attaque des rôdeurs, à l'exception de Jared qui en a profité pour essayer de s'enfuir d'un autre côté. Morgan le suit cependant et l'accule dans une salle de billard, mais se fait prendre par surprise sans être toutefois maîtrisé. Alors que la retraite de Jared est bloquée par les rôdeurs, Morgan le condamne en s'enfermant dans la salle grâce à une grille, et le maintient depuis l'autre côté contre le grillage tandis que Jared le supplie et se fait dévorer. Quand Rick et lui reviennent à la Colline, ce dernier constate la survie d'Henry, ramené sain et sauf par Carol : Morgan lui annonce avoir vengé son disciple, en tuant pour de bon le vrai meurtrier de Benjamin (Jared). Le jeune garçon, qui semble prendre conscience de ce qu'il a infligé à Morgan, lui exprime ses regrets. Morgan reprend cependant le garçon en lui affirmant qu'il ne doit jamais regretter.
Dans le final, son état est réellement préoccupant : lorsqu'Alden revient avec ses comparses dans l'enceinte après s'être proposés pour nettoyer les alentours des rôdeurs, Morgan qui est en pleine crise les pensait en fuite en ne les voyant plus, et provoque un incident sur ce malentendu en les prenant à partie, menaçant Alden de le tuer avec son bō avant que Maggie n'intervienne pour confirmer leur version et le calmer : dans sa confusion, Morgan manque de blesser Henry, qui s'était approché pour le stopper et se retrouve au sol. Il s'interroge sur ce qu'ils ont fait avec Rick et sur ce qu'ils sont tous les deux devenus. Durant l'affrontement final, Morgan participe à la traque de Negan aux côtés de Rick et des autres : massacrant le groupe d'embuscade factice sacrifié par Negan pour leur tendre un piège, il se fait alors tourmenter par une autre hallucination, cette fois celle de Jared. Un peu avant d'arriver au lieu du piège des Sauveurs, Jesus qui voit clairement que Morgan est en train de sombrer, s'entretient spontanément avec lui afin de l'aider à reprendre pied, lui proposant d'essayer une astuce sous forme d'un compris : le côté taillé et létal de son bâton pour les morts, et celui arrondi et non létal pour les vivants. Morgan participe comme eux à la bataille et assiste à la victoire de Rick sur Negan, qu'il épargne par les soins de Siddiq.
Après la fin des hostilités, ayant pris conscience que plus rien n'allait bien pour lui, Morgan laisse Henry, Carol, Ezekiel et Jerry rentrer sans lui au Royaume, rendant sa cuirasse en indiquant qu'il n'en aura plus besoin. Il se dévoue comme messager de Rick pour se rendre à la Décharge afin d'inviter Jadis (qui lui apprend que son vrai nom est Anne) à le rejoindre malgré ses précédents refus, acceptant finalement toute aide pour reconstruire : Jadis accepte et croyait s'y rendre avec lui, cependant Morgan lui informe que contrairement à elle, il souhaite rester ici, seul, afin de s'isoler des autres.

### Fear The Walking Dead

#### Saison 4
Peu de temps après la fin de la guerre contre les Sauveurs, Carol, Jesus et Rick tentent séparément de convaincre Morgan de revenir auprès des communautés mais Morgan refuse, Rick lui dit qu'il finira par rencontrer et se lier à de nouveaux survivants. Morgan quitte la décharge et se dirige vers l'ouest. Arrivant au Texas, Morgan rencontre John Dorie puis plus tard la journaliste Althea. Le trio est attaqué par un groupe de survivants composé de Nick et Alicia Clark, Victor Strand et Luciana Galvez. Après une confrontation entre les deux groupes, Nick part à la poursuite du chef des Vautours pendant que les autres vont dans une station service, Morgan tente de convaincre Nick d'abandonner sa vengeance mais celui-ci refuse et tue le chef des Vautours avant de se faire tuer par Charlie. Morgan et John quitte le groupe pour partir à la recherche du corps de la femme de John. Après avoir entendu l'histoire de John et Laura, Morgan décide d'intervenir pour empêcher la guerre entre le groupe d'Alicia et les Vautours, durant la bataille, Laura se révèle vivante et utilise les prénoms de Laura/Naomi/June, John est blessé durant la bataille. S'enfuyant dans le véhicule d'Althea avec Charlie, le groupe se dirige vers le stade récupérer des fournitures médicales. Le groupe d'Alicia venu venger la mort de Nick s'en prennent à Althea et Charlie. Alicia découvre qu'Althea a rencontré sa mère Madison Clark et Morgan arrive à la convaincre d'épargner Charlie. Alicia, Victor et Luciana raconte la nuit de la chute du stade et celle où Madison s'est sacrifiée pour eux.
Quelque temps plus tard, Morgan décide de rentrer à Alexandria pour retrouver Rick, il invite les membres du groupe à se joindre à lui. Il découvre des messages d'un mystérieux homme laissant des provisions au bord des routes pour les survivants. Le groupe est séparé par une tempête et Morgan se retrouve au Mississipi où il rencontre Wendell, Sarah et Jim qui se révèlent être ceux laissant des provisions sur les routes, le groupe rentrent au Texas retrouver les autres. Réuni, Morgan est contacté par Martha qui veut que le groupe arrête d'aider d'autres survivants. Martha vaincue, Morgan et le groupe décide de rester au Texas pour construire une communauté et poursuivant le but de Madison.

### Physique
C'est un homme de type afro-américain, de stature assez élancée mais athlétique, aux yeux noirs, âgé d'une quarantaine d'années. Morgan paraît comme un père présent et soucieux de son fils Duane, qu'il reprend à chaque gros mot qu'il peut proférer.
Dans la troisième saison, Morgan s'est armuré avec des équipements et protections de paintball, et son allure est plus négligée. Motivé par sa folie, il a transformé son repaire en véritable forteresse : Morgan récupère et entasse tout type d'arme qu'il peut trouver et pose des pièges partout aux alentours de son abri, jusqu'à installer un double-fond d'éléments tranchants sous un paillasson ainsi qu'une hache pivotante au-dessus de sa porte, reliée à un fil déclencheur. Il a le regard halluciné.
Durant la cinquième saison, Morgan s'est pris en main physiquement et est plus propre sur lui : il voyage seul avec son paquetage et son ensemble de voyage beige, manteau-chemise-treillis, masque, gants et genouillères de protection, et bottes de marche. Arrivé à Alexandria et quand il ne part pas en vadrouille, Morgan ne garde couramment sur lui que ses vêtements et ses protections corporelles pour plus d'aisance. Se refusant à utiliser une arme à feu ou tout autre type d'arme létale, son seul moyen de défense contre les rôdeurs et les survivants hostiles est un bō, bâton d'arts martiaux japonais fabriqué par son maître qu'il a appris à manier à la perfection (pour achever les premiers et mettre hors d'état de nuire les seconds).
À partir de l'entrée en guerre du Royaume qu'il a rejoint, Morgan se rase le crâne, se laisse pousser la barbe et s'équipe avec l'armure des soldats du Royaume. Il use maintenant sans se poser de questions de toute arme à sa disposition, son bō restant cependant toujours son arme de prédilection (Morgan l'utilisant désormais de manière également létale contre des ennemis vivants après avoir taillé l'une de ses extrémités pour tuer à coup sûr). À l'issue de la victoire contre les Sauveurs, il rend sa cuirasse à Carol et réenfile sa tenue précédente.

### Personnalité
Morgan est un père protecteur et impliqué mais également un homme fatigué et dans le déni, depuis que sa défunte femme est revenue en rôdeur et qu'il ne s'est pas résigné à achever, la laissant rôder autour de leur abri. Il aide Duane en corrigeant ses fautes de grammaire et en entretenant le rituel du bénédicité.
Il fait facilement confiance à Rick et se lie d'amitié avec lui, mais choisit malgré tout de rester dans la ville avec Duane au lieu de le suivre, le temps de faire ce qu'il s'est juré de faire : achever sa femme. Rick le tient cependant informé de son parcours via un talkie-walkie.
Dans la troisième saison, quand Rick retrouve Morgan, celui-ci a perdu la tête parce que son fils Duane est décédé, mordu par sa propre mère que Morgan ne s'était pas résolu à achever à temps. Il poignarde Rick et l'agresse parce qu'il croit que tous les vivants sont morts, et Morgan refuse une nouvelle fois de suivre Rick, persuadé dans sa folie qu'il doit nettoyer tant qu'il le peut le monde des morts (c'est-à-dire pour lui, aussi bien les vivants que les rôdeurs).
Durant les cinquième et sixième saisons, Morgan fait son retour et, paraissant serein, a eu le temps de se reprendre en main : apprenant entre autres l'aïkido avec son maître et ami Eastman, Morgan est devenu un homme pacifiste et stable qui se refuse à tuer à nouveau des vivants (préférant désarmer, épargner, laisser fuir ou faire prisonnier) et se concentre à sauver les personnes en danger.
Dans les septième et huitième saisons cependant, il vit une rechute déclenchée par le meurtre de son disciple Benjamin, jeune apprenti guerrier du Royaume et pupille du Roi Ezekiel ayant succombé à un tir par balle de Jared, un Sauveur, en s'interposant entre lui et sa cible Richard qui est en fait, responsable d'avoir provoqué la situation. Cette perte le renvoyant à celle de son fils rend Morgan colérique et triste, et à nouveau dangereux et instable bien qu'encore contenu dans la durée : il étrangle Richard à mort et n'a alors plus de scrupule à tuer ses ennemis, refusant radicalement de les épargner ou de les laisser filer, allant jusqu'à frôler la mort en pourchassant avec acharnement des Sauveurs durant l'attaque d'un avant-poste. Sa détermination à tuer leurs ennemis l'amène à se battre en duel contre Jesus qui souhaite, contre son avis et celui de leurs alliés, épargner les survivants capturés (dont Jared fait partie) et les faire prisonniers. Après avoir hésité à exécuter froidement Gavin à l'issue du sauvetage d'Ezekiel au Royaume (ce qui a permis à Henry de lui couper l'herbe sous le pied), Morgan cède à la vengeance aux côtés de Rick à la suite de la disparition (et mort faussement présumée) du frère de Benjamin, en massacrant en traître les complices fugitifs de Jared après une offre bidon de son ami, puis en livrant le meurtrier de son disciple en pâture aux rôdeurs : ne supportant plus de survivre à des innocents quand il s'abstient ou échoue à éliminer leurs ennemis à temps, Morgan perçoit sa survie au détriment des autres comme une sorte de malédiction. Il subit de plus en plus de crises, ponctuées d'hallucinations qui le tourmentent, et redevient progressivement incontrôlable jusqu'à la fin, au point qu'il manque de tuer deux personnes (dont Henry) sur un malentendu. Prenant conscience auprès de Rick d'à quel point ils ont tous les deux changés, Morgan décide à l'issue de la victoire contre Negan et ses Sauveurs de s'isoler volontairement de tout le monde en s'exilant tout seul à la Décharge, profitant de servir de messager pour son ami qui invite Jadis à le rejoindre.

## Anecdotes
- L'absence prolongée de Morgan de la distribution principale entre la troisième et la cinquième saison n'est due qu'à un manque de disponibilité de Lennie James.
- Le livre que Morgan hérite de son maître et ami Eastman, et qu'il garde avec lui, s'intitule « L'art de la paix (Enseignements du fondateur de l'Aïkido) » et regroupe des écrits de Ueshiba Morihei.
- Morgan Jones devient également un des personnages principaux de la série dérivée Fear the Walking Dead à partir de la quatrième saison, le premier de l'univers de la série télévisée à faire une incursion.